# Șindrilița (sit SCI)
Șindrilița este un sit de importanță comunitară (SCI) desemnat în scopul protejării biodiversității și menținerii într-o stare de conservare favorabilă a florei spontane și faunei sălbatice, precum și a habitatelor naturale de interes comunitar aflate în arealul zonei protejate. Acesta este situat în estul României, pe teritoriul administrativ al județului Vrancea.

## Localizare
Aria naturală se află în partea vestică a județului Vrancea (aproape de limita teritorială cu județele Buzău și Covasna), pe teritoriul administrativ al comunelor Nistorești și Nereju, în apropierea drumului județean DJ205D, care leagă satul Paltin de Nereju Mic.

## Descriere
Zona a fost declarată sit de importanță comunitară prin Ordinul Ministerului Mediului și Dezvoltării Durabile Nr.1964 din 13 decembrie 2007 (privind instituirea regimului de arie naturală protejată a siturilor de importanță comunitară, ca parte integrantă a rețelei ecologice europene Natura 2000 în România) și se întinde pe o suprafață de 870,3 hectare.
Situl reprezintă o zonă montană (încadrată în bioregiunea alpină a Munților Vrancei, unitate de relief a Carpaților de Curbură ce aparțin lanțului muntos al Carpaților Orientali) cu pajiști naturale, stepe, râuri, păduri de foioase și păduri în amestec; ce adăpostește floră (măcrișul iepurelui - Oxalis acetosella, mur - Rubus hirtus) și faună diversă și conservă habitate naturale de tip: Fânețe montane, Păduri de fag de tip Luzulo-Fagetum și Păduri acidofile de Picea abies din regiunea montană (Vaccinio-Piceetea).
Printre raritățile faunistice enumerate în anexa I-a a Directivei Consiliului European 92/43/CE din 21 mai 1992 (privind conservarea habitatelor naturale și a speciilor de faună și floră sălbatică) se află specii (protejate și incluse pe lista roșie a IUCN) de mamifere: urs brun (Ursus arctos)), lup cenușiu (Canis lupus), râs eurasiatic (Lynx lynx); amfibieni, reptile cu specii de: triton cu creastă (Triturus cristatus) și salamandra carpatică (Triturus montandoni); precum și un pește din specia Cottus gobio (zglăvoacă).

## Monumente și atracții turistice
În vecinătatea sitului se află câteva obiective de interes istoric, cultural și turistic; astfel:

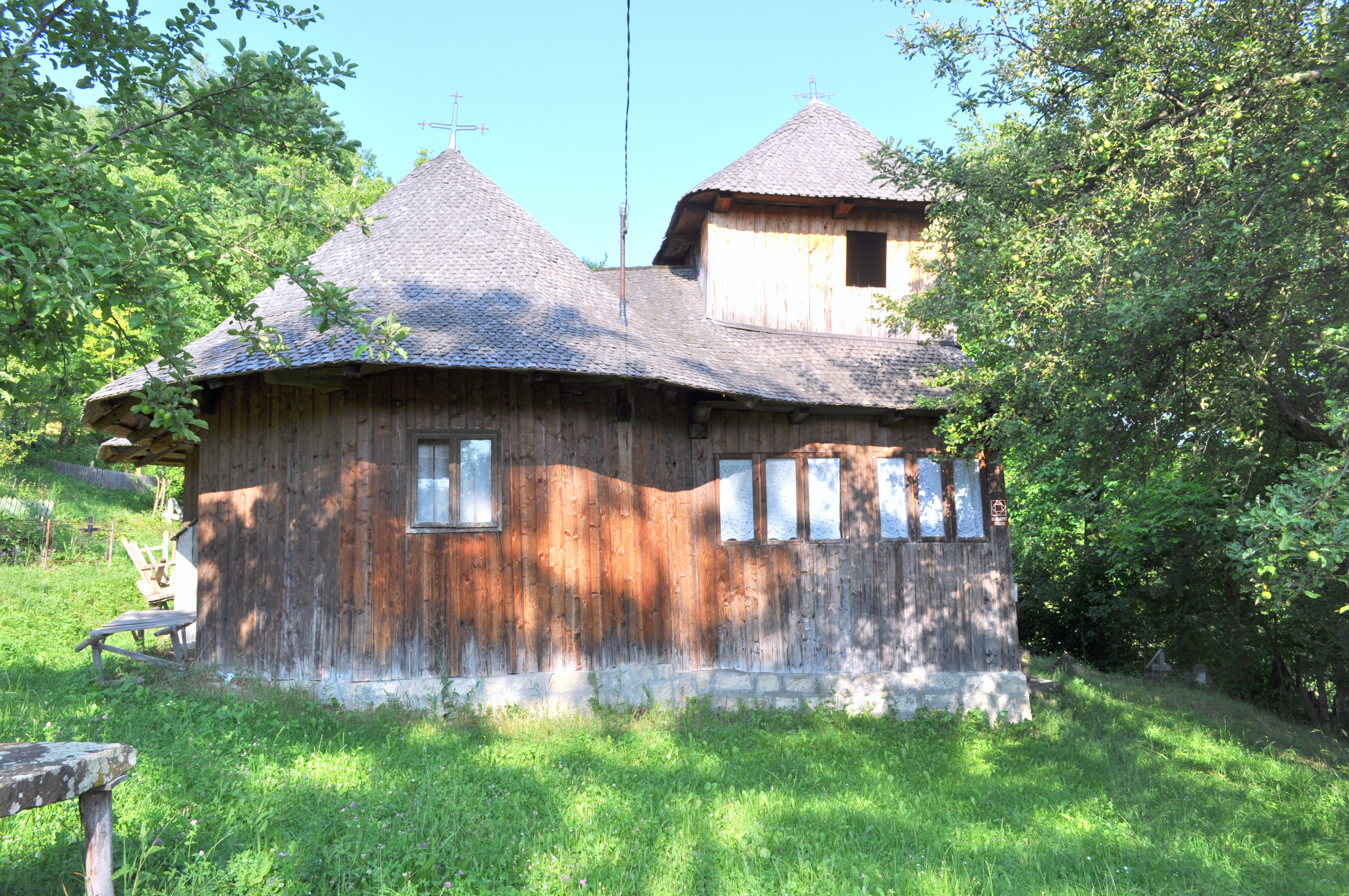
Biserica de lemn „Sf. Nicolae” din Nistorești

- Biserica Cuvioasa Paraschiva din Năruja construită în anul 1788, monument istoric.
- Biserica de lemn „Sf. Nicolae” din Nistorești, construcție secolul al XVIII-lea, monument istoric.
- Schitul din satul Valea Neagră (Biserica de lemn „Adormirea Maicii Domnului” și turnul clopotniță) ctitorit de către părintele Maftei din satul Spinești în anul 1755 (monument istoric).
- Biserica de lemn " Sf. Voievozi" din satul Vetrești-Herăstrău, construcție secolul al XVIII-lea, monument istoric.
- Rezervațiile naturale: Cascada Mișina, Căldările Zăbalei - Zârna Mică, Lacul Negru - Cheile Nărujei I, Muntele Goru și Pădurea Verdele - Cheile Nărujei II.